# Richard Adams
Richard George Adams, född 9 maj 1920 i Newbury, Berkshire, död 24 december 2016 i Oxford, var en brittisk författare. Han var mest känd som upphovsman till tre romaner med djur som huvudpersoner – Watership Down (på svenska som Den långa flykten),  Shardik och The Plague Dogs (Pesthundarna).

## Biografi och verk
Adams föddes i Newbury i Berkshire. Mellan åren 1933 och 1938 studerade han vid Bradfield College. 1938 påbörjade han sina studier vid Worcester College i Oxford där han läste modern historia. Efter att andra världskriget brutit ut gick Adams 1940 in i den brittiska armén, där han tjänstgjorde till 1946. Åren 1946–1948 studerade han historia vid Worcester College i Oxford. 
Han var statstjänsteman vid jordbruksdepartementet och miljödepartementet från 1948 till 1974. Efter 1974, då hans andra roman Shardik gavs ut, ägnade han sig åt författandet på heltid.
Hans litterära karriär tog sin början genom att han berättade historien om Watership Down för sina två döttrar, Juliet och Rosamund, som insisterade på att han skulle ge ut berättelsen som bok. Den tog två år att skriva och refuserades av tretton bokförlag. När Watership Down till slut gavs ut, såldes den i över en miljon exemplar på rekordtid i både Storbritannien och USA. Watership Down har blivit en modern klassiker och vann både Carnegie Medal och Guardian Children's Fiction Prize 1972.
Han bodde fram till strax före sin död med sin fru Elizabeth i Whitchurch i Hampshire, men avled i Oxford.

## Priser och utmärkelser
- Carnegie Medal 1972 för Watership Down